# 쑹위치 (태권도 선수)
쑹위치(중국어: 宋玉麒, 병음: Sòng Yùqí, 한자음: 송옥기, 1982년 1월 16일 ~ )는 2008년 올림픽에서 동메달을 획득한 중화민국의 은퇴한 태권도 선수이다.